# Ершин, Шахбаз Алимгереевич
Шахбаз Алимгереевич Ершин (каз. Шахбаз Әлімгерейұлы Ершин; 5.9.1926, Ташкент, УзССР, СССР — 2.8.2019, Алма-Ата, Казахстан) — советский и казахстанский учёный, доктор технических наук (1974), профессор (1977), академик АН Казахстана (2003), заслуженный деятель науки Казахстана (1984). Лауреат (в составе коллектива авторов) первой премии в области науки 2004 года им. К. И. Сатпаева за лучшие научные исследования в области естественных наук за работу «Способы и технические устройства, созданные для улучшения экологического состояния нефтяных месторождений Западного Казахстана и преобразования ветровой энергии в электрическую энергию с аномально высоким коэффициентом полезного действия (серия изобретений)».

## Биография
Родился 5 сентября 1926 года в Ташкенте в семье первого поколения казахской советской интеллигенции. С 1935 года семья проживала в Алма-Ате. В 1946 году окончил среднюю школу в Алма-Ате.
В 1953 году окончил физико-математический факультет КазГУ по специальности «физика» (учился у Л. А. Вулиса), после чего поступил в аспирантуру Академии наук КазССР. В 1957 году защитил кандидатскую диссертацию на тему «Аэродинамика газового факела». После плодотворной работы написал и представил к защите сразу две докторских диссертации на темы «Некоторые эффекты в механике жидкости и газа» и «Экспериментальное исследование турбулентного газового факела», в итоге защитив вторую работу в 1974 году в Киеве.
В 1974—2000 годах — заведующий кафедрой «Механики жидкости, газа и плазмы» КазНУ, переименованной позже в кафедру «Механика сплошной среды». В 1986 году ему присвоено почётное звание «Заслуженный деятель науки и техники Казахской ССР», в 1989 году избран членом-корреспондентом НАН РК, в 2001 году присвоено звание Почётный заведующий кафедрой КазГУ, в 2003 году стал академиком НАН РК.
За проект восстановления Аральского моря в 1993 году удостоен премии Министерства экологии и биоресурсов РК.
Скончался 2 августа 2019 года.

## Семья
Мать — Аккагаз Досжанова (1892—1932), первая казашка-врач. Отец — Алимгерей Ершин. Жена Айнакул Капасовна, сын Чингиз.

## Научная деятельность
Специалист в области гидроаэромеханики и теплофизики. Научные труды посвящены различным аспектам теории сложного конвективного переноса и её многочисленных приложений (струйные течения, газовый факел, движение жидкостей переменных свойств, вихревые явления, течения в каналах с проницаемыми поверхностями и перегородками).
Автор более 200 научных работ, среди которых 3 монографии и 4 патента. Научный руководитель 29 кандидатов наук и 4 докторов наук.

### Некоторые работы
- Основы теории газового факела, Л., 1968 (соавт.)[2];
- Теория и расчет аппаратов каталитической очистки, А., 1997 (соавт.)[2].
- Гидроаэродинамика [Текст] / Ш. А. Ершин ; Казахский нац. ун-т им. аль-Фараби. — Алматы : Қазақ унив., 2013. — 352, [1] с. : ил.; 26 см; ISBN 978-601-247-888-4[10]
- Динамика сплошной среды : Сб. науч. тр. / Каз. гос. ун-т им. С. М. Кирова; [Редкол.: Ш. А. Ершин (отв. ред.) и др.]. — Алма-Ата : КазГУ, 1982. — 176 с.[10]
- Основы теории ветротурбины Дарье : [монография] / А. К. Ершина, Ш. А. Ершин, У. К. Жапбасбаев. — Алматы : [КазгосИНТИ], 2001. — 103 c. : ил., табл.; 21 см; ISBN 9965-466-40-8[10]
- Гидродинамика и тепломассообмен сложных течений : (Сб. науч. тр.) / Каз. гос. ун-т им. С. М. Кирова; [Редкол.: Ш. А. Ершин (науч. ред.) и др.]. — Алма-Ата : КазГУ, 1989. — 81,[2] с. : ил.[10];
- Процессы переноса в струйных и каналовых течениях : Сб. науч. тр. / Каз. гос. ун-т им. С. М. Кирова; [Редкол.: Ш. А. Ершин (науч. ред.) и др.]. — Алма-Ата : КазГУ, 1986. — 82 с. : ил[10].
- Sh.A. Yershin, A.K. Yershina, R.K. Manatbayev, A.K. Tulepbergenov // Definition of aerodynamic characteristics wind turbine to Darrieus of system troposcino // International Journal of Mathematics and Physics 2016 7- том, № 1, 11 — 20 стр.[5]

### Некоторые патенты
- Ветротурбина. № предв. патента: 5338. Опубликовано: 15.10.1997. Автор: Ершин Ш. А. МПК: F03D 3/06[11]
- Ветроэнергетическое устройство «бидарье». № предв. патента: 3699. Опубликовано: 16.09.1996. Авторы: Тойшибеков И. С., Ершин Ш. А., Жургембаев К. А., Лучинский С. Ф., Казыханов К. Р. МПК: F03D 1/00[11]
- Способ тепловой защиты работающей ветроэнергетической установки карусельного типа и устройство для его осуществления (варианты). № патента: 2447318. Опубликовано: 10.04.2012. Авторы: Ершин Ч. Ш., Ершин Ш. А., Ершина А. К., Манатбаев Р. К. МПК: F03D 3/00[9][12].

## Награды
- Медаль «Ветеран труда» (2017);
- Знак «Почётный работник образования Республики Казахстан» (2009);
- Медаль «10 лет независимости Республики Казахстан» (2001);
- Знак «За заслуги в развитии науки Республики Казахстан» (2001);
- Знак «Отличник образования Республики Казахстан» (1996);
- Медаль «Ветеран труда» (1990);
- Медаль «За доблестный труд» (1970);
- Лауреат Первой премии им. К. И. Сатпаева в области науки за лучшие научные исследования в области естественных наук (2004)[5].